# Günal-Seber-Başaran-Syndrom
Das Günal-Seber-Başaran-Syndrom ist eine sehr seltene angeborene Erkrankung mit einer Kombination von Dakryozystitis und Osteopoikilose. Die Bezeichnung gilt als veraltet, stattdessen wird die Bezeichnung Primäre Knochendysplasie mit erhöhter Knochendichte verwendet.
Synonyme sind: Gunal-Seber-Basaran-Syndrome; Syndrome de Gunal-Seber-Basaran; Syndrome de dacryocystite-ostéopoïkilose
Die Bezeichnung bezieht sich auf die Erstautoren der Erstbeschreibung aus dem Jahre 1993 durch die türkischen Ärzte I. Günal, S. Seber, N. Başaran und Mitarbeiter.

## Verbreitung
Die Häufigkeit wird mit unter 1 zu 1.000.000 angegeben, die Vererbung erfolgt autosomal-dominant.